# Pere Lluís del Brasil
Pere Lluís del Brasil (12 de gener de 1983 - 1 de juny de 2009) va ser membre de la Casa Imperial del Brasil, fill d'Antônio del Brasil i la Princesa Cristina de Ligne, i germà de Rafael, Amélia i Maria Gabriela. Era tatara-tatara-nét de la princesa Isabel, última princesa imperial del Brasil, i del príncep consort imperial Gastó d'Orleans, comte d'Eu, i rebesnét dels emperadors Pere II i Teresa de Borbó-Dues Sicílies, i descendent de l'antiga família imperial brasilera.
Pere Lluís va morir en l'accident del vol 447 d'Air France l'1 de juny de 2009. El cos va ser recuperat a l'oceà i va ser enterrat a Vassouras, al mausoleu de la família, el 5 de juliol.